# 60e cérémonie des British Academy Television Awards
Pour la cérémonie des BAFTAs récompensant le cinéma, voir la 66e cérémonie des British Academy Film Awards.
La 60e cérémonie des British Academy Television Awards (BATA), organisée par la British Academy of Film and Television Arts, s'est déroulé le 12 mai 2013. Elle a récompensé les programmes diffusés à la télévision britannique au cours de la saison 2012-2013.
Les nominations ont été annoncées le 9 avril 2013. Les British Academy Television Craft Awards récompensant les équipes techniques ont eu lieu le 28 avril 2013.

## Palmarès

### Interprétation

#### Meilleur acteur
- Ben Whishaw pour le rôle du roi Richard II dans The Hollow Crown: Richard II
  - Sean Bean pour le rôle de Simon dans Accused: Tracie's Story
  - Derek Jacobi pour le rôle d'Alan Buttershaw dans Last Tango in Halifax
  - Toby Jones pour le rôle d'Alfred Hitchcock dans The Girl

#### Meilleure actrice
- Sheridan Smith pour le rôle de Charmian Biggs dans Mrs Biggs
  - Anne Reid pour le rôle de Celia Dawson dans Last Tango in Halifax
  - Rebecca Hall pour le rôle de Sylvia Tietjens dans Parade's End
  - Sienna Miller pour le rôle de Tippi Hedren dans The Girl

#### Meilleur acteur dans un second rôle
- Simon Russell Beale pour le rôle de Falstaff dans The Hollow Crown: Henry IV Part 2
  - Stephen Graham pour le rôle de Tony dans Accused: Tracie's Story
  - Peter Capaldi pour le rôle de Randall Brown dans The Hour
  - Harry Lloyd pour le rôle de Matty Beckett dans The Fear

#### Meilleure actrice dans un second rôle
- Olivia Colman pour le rôle de Sue dans Accused: Mo's Story
  - Anastasia Hille pour le rôle de Jo Beckett dans The Fear
  - Imelda Staunton pour le rôle d'Alma Reville dans The Girl
  - Sarah Lancashire pour le rôle de Caroline dans Last Tango in Halifax

#### Meilleure interprétation dans un divertissement
- Alan Carr dans Alan Carr : Chatty Man
  - Graham Norton dans The Graham Norton Show
  - Ant and Dec dans I'm a Celebrity… Get Me Out of Here!
  - Sarah Millican dans The Sarah Millican Television Programme

#### Meilleure interprétation masculine dans un rôle comique
- Steve Coogan dans Welcome to the Places of My Life
  - Hugh Bonneville dans Twenty Twelve
  - Peter Capaldi dans The Thick of It
  - Greg Davies dans Cuckoo

#### Meilleure interprétation féminine dans un rôle comique
- Olivia Colman dans Twenty Twelve
  - Julia Davis dans Hunderby
  - Miranda Hart dans Miranda
  - Jessica Hynes dans Twenty Twelve

### Drames

#### Meilleure série dramatique
- Last Tango in Halifax
  - Silk
  - Scott and Bailey
  - Ripper Street

#### Meilleur téléfilm dramatique
- Murder
  - Hollow Crown: Richard II
  - Everyday
  - The Girl

#### Meilleure mini-série dramatique
- Room at the Top
  - Accused
  - Parade's End
  - Mrs Biggs

#### Meilleur feuilleton dramatique
- EastEnders
  - Coronation Street
  - Emmerdale
  - Shameless

### Comédies

#### Meilleure sitcom
- Twenty Twelve
  - The Thick of It
  - Hunderby
  - Episodes

#### Meilleure série comique
- The Revolution Will Be Televised
  - Mr Stink
  - Welcome to the Places of My Life
  - Cardinal Burns

### Autres

#### Meilleure série internationale
- Girls
  - Bron
  - Le Trône de fer (Game of Thrones)
  - Homeland

#### Radio Times Audience Award
- Le Trône de fer (Game of Thrones)
  - Call the Midwife
  - Cérémonie d'ouverture des Jeux olympiques d'été de 2012 (Olympic Opening Ceremony)
  - The Great British Bake Off
  - Homeland
  - Strictly Come Dancing

#### Meilleur téléfilm
- The Great British Bake Off
  - Grand Designs
  - Bank of Dave
  - Paul O’Grady: For the Love of Dogs

#### Meilleur reportage d'information
- Granada Reports: Hillsborough – The Truth at Last
  - Channel 4 News: Battle for Homs
  - BBC News at Ten: Syria

#### Meilleur programme d'actualités
- The Shame of the Catholic Church (This World)
  - What Killed Arafat? (Al Jazeera Investigates)
  - Britain's Hidden Housing Crisis (Panorama Special)
  - The Other Side of Jimmy Savile (Exposure)

#### Meilleure série d'actualités
- Our War
  - Great Ormond Street
  - Make Bradford British
  - 24 Hours in A&E

#### Meilleur programme documentaire
- 7/7: One Day in London
  - Lucian Freud: Painted Life
  - Baka: A Cry from the Rainforest
  - Nina Conti – A Ventriloquist’s Story: Her Master’s Voice

#### Meilleur programme de téléréalité
- Made in Chelsea
  - The Audience
  - I'm a Celebrity… Get Me Out of Here!
  - The Young Apprentice

#### Meilleur programme de divertissement
- The Graham Norton Show
  - Dynamo Magician Impossible
  - A League of Their Own
  - Have I Got News For You

#### Meilleur programme de sport
- Jeux paralympiques d'été de 2012 (The London 2012 Paralympic Games)
  - Jeux olympiques d'été de 2012: Super Saturday (The London 2012 Olympics: Super Saturday)
  - Tournoi de Wimbledon 2012 - Finale simple messiers (Wimbledon 2012 - Men’s Final)
  - Cérémonie d'ouverture des Jeux olympiques d'été de 2012 - Isle of Wonder (The London 2012 Olympic Opening Ceremony: Isle of Wonder)

### BAFTA Fellowship
- Michael Palin

### Special Award
- Clare Balding et Delia Smith

### BAFTA Tribute
- Doctor Who